# Mom (estado)
Mom (em birmanês: Mon) é um estado da Birmânia (ou Mianmar), cuja capital é Moulmein. Segundo censo de 2019, havia 1 995 068 habitantes.